# Sofia von Dänemark

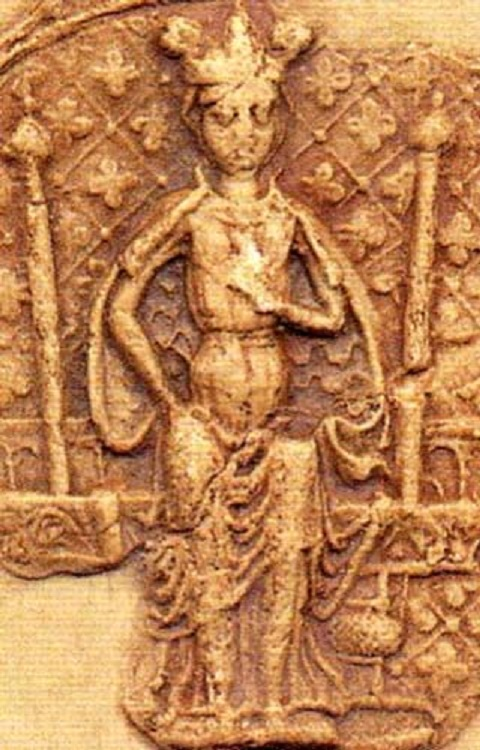
Siegel der Königin Sophie von Schweden

Sofia Eriksdotter von Dänemark († 1286 in Dänemark) war schwedische Königin.

## Leben
Sofia war eine der vier Töchter des Königs Erik IV. Plovpenning (1216–1250) von Dänemark und dessen Frau Jutta von Sachsen (ca. 1223–1267).
Nach dem Tod des Vaters hatten sie und ihre Schwester Ingeborg eine große Erbschaft übernommen. Sie heiratete 1260 den Sohn von Birger Jarl, den schwedischen König Waldemar Birgersson und wurde im selben Jahr in Jönköping gekrönt. Die Ehe war nicht glücklich. Waldemar wandte sich ihrer Schwester Jutta zu, die von ihm ein Kind bekam. Sofia wird als intelligente, schlagfertige, ja scharfzüngige und temperamentvolle Frau beschrieben, die leidenschaftlich gerne Schach spielte. 1277 kehrte sie mit ihren Kindern nach Dänemark zurück.
Kurze Zeit später wurde Waldemar abgesetzt und sein Bruder Magnus Ladelås übernahm die Herrschaft. Bis zu ihrem Tode 1286 führte Sofia den Titel „fordums de Sveers Dronning“ (frühere Königin der Schweden). Ihr Sohn Erik Waldemarson kam 1287 nach Dänemark und beanspruchte das Erbe seiner Mutter.
Aus der Ehe mit Waldemar gingen sechs Kinder hervor:
- Ingeborg († 1290) ⚭ Gerhard II. (Holstein-Plön) (1254–1312)
- Erik († 1302)
- Richiza (* 1269) ⚭ König Przemysław II. von Polen
- Katherina
- Marina
- Margaret